# Хороидална неоваскуларизација
Хороидална неоваскуларизација (скраћено CNV) је формирање новостворене микроваскулатурне мреже, као реакција у покушају санације болешћу изазване исхемије у унутрашњем слоју хороидеје или судовњаче, анатомског слоја ока богатог микроваскуларном мрежом крвних судова. Уобичајених узроци неоваскуларизације на мрежњачи (ретини) или у близини оптичког диска ока су, шећерна болест, оклузија ретиналне вене, и зрачење. Она је уобичајени узрок неоваскуларне дегенеративне макулопатије (влажног облика макуларне дегенерације) екстремног облика кратковидости, малигног (тешког) облика миопије узроковане старењем.
Полазећи од чињенице да је у овој болести основ патогенетског процеса васкуларна компонента, златни стандард у постављању дијагнозе је флоресцеинска ангиографија (FA). Исход хороидалне неоваскуларизације и избор терапије директно зависе од тога да ли је мембрана екстрафовеалне или субфовеалне локализације. За екстрафовеалне лезије се користи ласер фотокоагулација (LPC) и вертепорфиринска фотодинамскатерапија (PDT-V). Обе методе су усмерене ка деструкцији CNV, а не на спречавање неоангиогенезе. Мембране субфовеалне локализације се деле на трипод типа: минимално класична, предоминантно класична и окултна.

## Механизми неоваскуларизације
Истовремена појава ангиогенезе и артериогенезе недвосмислено је доказана на различитим животињским моделима, као и код пацијената са коронарном болешћу.

Појава васкулогенезе у зрелим организмима остаје нерешено питање. Према досадашњим истраживањима сматра се да је мало вероватно да овај процес значајније доприноси да се нови крвни судови развијају ако се тај процес јавља спонтано, као одговор на исхемију или запаљења или као одговор на стимулишуће факторе. Ткива исхемије по себи не може бити кључни подстицај покретања ангиогенетског одговор. Неколико пацијената показало је ту могућност у току хроничне исхемије миокарда, али не и већина пацијената са дифузним многоструким болестима крвних судова код којих се не развија исхемија на нивоу ткива у одсуству провокације. Упала и стрес може бити много израженији надражај, и зато се јако мали број ангиогенезе одвија у одсуство упале. Сузбијање инфламаторних одговора, због генетских абнормалности, патофизиолошким процесима, или лекова, може негативно утицати на способност ткива да се у њима изазове раст нових крвних судова.
Поставља се још једно значајно питање је да ли ће неисхемични миокард одговорити на стимулацију факторима раста? Значајан број података из литературе указује да неисхемична ткива у великој мери реагују на ангиогеничне стимулансе. То може да доведе не тако често до недостатка ендогеног фактора раста, или да се промени у екстрацелуларном матриксу, присуство инхибитора ендогена, као што су ангиопоетин–2, и одсуство експресије рецептора фактора раста и других сигнализирајућих молекула који су укључени у ангиогенетску сигнализацију.

## Етиопатогенеза хороидалне неоваскуларизације
Овај процес поред формирања новостворене микроваскулатурне мреже, укључује и пролиферацију ћелија ретиналног пигментног епитела (RPE) заједно са инфламаторним ћелијама типа неутрофила и макрофага. Концепт хороидална неоваскуларизације (CNV) и васкуларни аспект процеса, су често удружени са апоптозом, ендотелијалном и инфламаторном инфилтрацијом, пролиферацијом, ремодулирањем матрикса исл. Друга, неваскуларна компонента која води оштећењу макуле ока и губитку вида, је развој географске атрофије ретиналног слоја и слоја RPE. Чињеница да се оваква два, базично различита налаза, удружено развијају на истом оку, указује на сличне етиопатогенетске феномене. У том смислу, многобројне студије усмерена ка дефинисању узрока болести, уз физиолошке процесе старења, указују на повезаност ексудативне дегенерације макуле са позитивном породичном анамнезом, пушењем цигарета, хипертензијом, повишеним CRP, леукоцитозом, навикама у исхрани, оксидативним стресом, локалном исхемијом RPE и фоторецептора…

## Дијагноза
У клиничком смислу, битно је пратити видну оштрину и видни комфор пацијента (субјективна метода која се изводи помоћу оптотипа и Амслер решеткеса акцентом на централни скотом и кривљење слике испред испитиваног ока).
Од додатних дијагностичких метода, пожељно је урадити оптичку кохерентну томографију (OCT) у смислу праћења величине ексудације усамој макули. Ова метода је сензитивнија у праћењу прогресије болести од видне функционалности, јер пацијент дуже време након примене терапије не примети субјективно побољшање док се оно на OCT региструје већ након неколико дана (иако је OCT још увек само помоћна метода у дијагностици).

## Терапија
Препоручен начин лечења је апликације анти-VEGF фактора (vascular endothelial growth factorа, или, слободно преводећи, васкуларног ендотелијалног фактора раста), интравитреално (у стакласто тело ока), под стандардним стерилним условима и у поновљеним дозама. Доза се понавља на четири или шест недеља или према потреби и клиничкој слици. 

### Терапија према водичу Европског удружења ретинолога
Према водичу Европског удружења ретинолога, данас се за лечење субфоеалних CNV користе искључиво и само анти-VEGF лекови који су прошли свеже испитивања, као што су:
Pegaptanib sodium (Macugen, Eyetech Pharmaceuticals, Inc-Pfizer Inc.)
Лек је одобрен за употребу 2004. године. То је аптамер са специфичним инхибицијом VEGF 165 изоформи. Безбедност и ефикасност лека су потврђени: VISION (VEFG Inhibition Study in Ocular Neovascularisation) студијом.
Ranibizumab (Lucentis, Genentech, Inc-Novartis Pharma AG)
Лек је одобрен за употребу јуна 2006. године. То је моноклонално антитело добијено фрагментацијом ланца бевацизумаба. Његова ефикасност и безебедност су потврђени: MARINA (Minimally/Classic Occult Trialod Anti-VEGF antibody ranibiyumab in the Treatment of Neovascular Age-related macular degeneration) студијом, и ANCHOR (Anti-VEGF Antibody for the Treatmentof Predominantly Classic Choroidal Neovascularization inAMD ) студијом.
Bevacizubam (Avastin)
Овај лек, са сличним механизмом деловања, као претходни, за нас у Србији је од посебног интереса, јер је тренутно једини лек из групе анти-VEGF фактора који се може препоручити пацијентима са влажном макулопатијом (хороидалном неоваскуларизацијом у Србији. Досадашње студије показалесу да је Авастин ефикасан, безбедан а веома јефтин лек.
Иако постоје претпоставке да је лек ретинално токсична, има и истраживања која то оповргавају, и закључују да доза бевацизумаба за интравитреалну примену до 2,5 mg није токсична за ретину.
Уз ипак препоручену дозу за безбедну интравитреалну примену, која је нешто мања и износи 1—1,25 mg, потпуна стабилизација баријере постиже се 28 дана након апликације анти VEGF лека. Лек се већ тестиран и код пролиферативе дијабетичке ретинопатије, рубеозе ириса и макуларног едема услед оклузије централне ретиналне вене.